# Villa Hidalgo, Nayarit
Villa Hidalgo är en ort i Mexiko.   Den ligger i kommunen Santiago Ixcuintla och delstaten Nayarit, i den centrala delen av landet, 700 km väster om huvudstaden Mexico City. Villa Hidalgo ligger 13 meter över havet och antalet invånare är 11 076.
Terrängen runt Villa Hidalgo är mycket platt. Runt Villa Hidalgo är det ganska glesbefolkat, med 48 invånare per kvadratkilometer. Närmaste större samhälle är Santiago Ixcuintla, 8,2 km norr om Villa Hidalgo. Trakten runt Villa Hidalgo består till största delen av jordbruksmark.